# Georg Kaiser
Georg Kaiser, nato Friedrich Carl Georg Kaiser (Magdeburgo, 25 novembre 1878 – Ascona, 4 giugno 1945), è stato un drammaturgo e attore tedesco.
Prolifico autore di teatro, fu una delle figure di spicco più contraddittorie della drammaturgia espressionista, autore di settantaquattro drammi. Le sue opere vennero bandite dal regime nazista e Kaiser, all'avvento di Hitler, lasciò la Germania per stabilirsi in Svizzera.
Era sposato con Margarethe Habenicht, da cui ebbe tre figli.

## Biografia
Figlio di un commerciante, Kaiser interruppe gli studi per dedicarsi al mestiere paterno, professione che lo portò a stabilirsi in Argentina per tre anni, fino al 1901, quando ritornò in patria. Dal 1903 frequenta ambienti simbolisti e si dedica alla drammaturgia. Il suo I cittadini di Calais, rappresentato al Neues Theater di Francoforte nel 1917, gli garantì un'improvvisa celebrità. La fama di Kaiser lo rese oltreconfine l'autore teatrale tedesco più acclamato nel mondo.
Nell'arco degli anni venti ebbe occasione di viaggiare in tutta la Germania. Convinto democratico e di sentimenti socialisti, nel 1933, con la presa del potere da parte del nazismo, Kaiser subì la messa al bando dei propri lavori dai teatri e gli fu interdetta la possibilità di pubblicare. Nel 1938 si aggiunse alla schiera degli esuli, prendendo la via dapprima dell'Olanda e poi della Svizzera, dove, dimenticato e povero, visse fino alla morte, avvenuta nel 1945, poche settimane dopo il crollo del regime.
Le sue opere si caratterizzarono per i personaggii schematizzati, per le storie al limite dell'assurdo, per lo stile brillante e peculiare.

### Al cinema e in tv
Georg Kaiser lavorò per il cinema sia come attore che come sceneggiatore.
I suoi lavori sono stati spesso adattati o trasposti per lo schermo già ai tempi del muto, quando nel 1916 Hubert Moest ridusse per il cinema Hans im Glück. Il suo Zwei Krawatten, che aveva avuto sul palcoscenico come interprete una giovane Marlene Dietrich pre-Angelo azzurro, è approdato su grande e piccolo schermo.

## Opere (parziale)
- La vedova ebrea (1911)
- Dal mattino a mezzanotte (1912)
- Re Hanrei (1913)
- Europa (1915)
- Il centauro (1916)
- I borghesi di Calais (1917)
- La trilogia composta da:
  - Il corallo (1917)
  - Gas I (1918)
  - Gas II (1920)
- L'Alcibiade salvato (1920)

## Filmografia

### Cinema
- Der überfahrene Hut, regia di Emil Albes (1915)
- Zwei glückliche Tage
- Hans im Glück, regia di Hubert Moest (1916)
- Die Geburt der Venus, regia di Georg Alexander (1917)
- Vom Regen in die Traufe
- Tuberosen, regia di Josef Stein (1917)
- Die schöne Spanierin
- Ich heirate meine Puppe, regia di Georg Alexander (1917)
- Das blonde Vergnügen, regia di Danny Kaden (1918)
- Anna mit'n Flimmerfimmel, regia di Charly Mettinger (1919)
- Prinz Kuckuck - Die Höllenfahrt eines Wollüstlings, regia di Paul Leni (1919)
- Die goldene Lüge, regia di Erik Lund (1919)
- Ein sympathischer junger Mann, regia di Fritz Russ (1919)
- Artistentreue, regia di Erik Lund (1919)
- Das Lied der Tränen, regia di Fritz Bernhardt (1920)
- Der König von Paris, 1. Teil - Die Geschichte des André Lifou , regia di Erik Lund (1920)
- Der König von Paris, 2. Teil - Die Geschichte des André Lifou (1920)
- Von morgens bis mitternachts, regia di Karlheinz Martin (1920)
- Eine Frauenschönheit unter dem Seziermesser, regia di Wolfgang Neff, Heinz Sarnow (1920)
- Alfred von Ingelheims Lebensdrama, regia di Erik Lund (1921)
- Complotto (Die Verschwörung zu Genua), regia di Paul Leni (1921)
- Frauenopfer, regia di Karl Grune (1922)
- Der Farmer aus Texas, regia di Joe May (1925)
- Cinque settimane all'altro mondo (Hurrah! Ich lebe!), regia di Wilhelm Thiele (1928)
- Hyakumensô, regia di Seiichi Ina (1929)
- Zwei Krawatten, regia di Felix Basch (1930)
- Der mutige Seefahrer, regia di Hans Deppe (1935)
- The Ghost Comes Home, regia di William Thiele (1940)
- Die Frau am Wege, regia di Eduard von Borsody (1948)
- Der Gärtner von Toulouse, regia di Günter Gräwert (1982)

### Tv
- Kolportage, regia di Hans Lietzau (1957)
- Die Bürger von Calais, regia di Frank Lothar (1958)
- Napoleon in New Orleans, regia di Imo Moszkowicz (1959)
- Zwei Krawatten, regia di Peter Hamel (1961)
- Der Flüchtling, regia di Werner Völger (1961)
- Der Gärtner von Toulouse, regia di Werner Düggelin (1962)
- Papiermühle, regia di Hans-Dieter Schwarze (1962)
- Nebeneinander, regia di Harald Benesch (1964)
- Kolportage, regia di Erich Neuberg, Hans Jaray (1964)
- Der Gärtner von Toulouse, regia di Falk Harnack (1965)
- Voják Tanaka, regia di Jan Matejovský (1965)
- Flyktingen, regia di Åke Lindman (1968)
- Kolportage, regia di Wilhelm Semmelroth (1968)
- Napoleon in New Orleans, regia di Wilm ten Haaf (1968)
- Die Bürger von Calais, regia di Heribert Wenk, Wilhelm Speidel (1968)
- Die Lederköpfe, regia di Hans Hartleb (1970)
- David und Goliath, regia di Ilo von Jankó (1977)
- Kolportage, regia di Peter Weck (1980)
- Der Gärtner von Toulouse, regia di Günter Gräwert (1982)